# Pursat (Stadt)
Pursat (Khmer: ខេត្តពោធិ៍សាត់) ist die Hauptstadt der Provinz Pursat in Kambodscha.

## Geografie
Pursat liegt ungefähr 20 Kilometer südwestlich des  Tonle Sap Sees. Durch die Stadt fließt der Stueng Pursat, der in den See mündet.
Durch den Ort führt die Nationalstraße 5 sowie die Bahnstrecke Phnom Penh–Poipet, welche Pursat mit Battambang (Richtung Nordwesten) und Kampong Chhnang (Richtung Südosten) verbindet.
Im Jahr 1998 hatte Pursat eine Bevölkerung von 25.650 (1998 Zensus), im Jahr 2008 waren es 27.180 (2008 Zensus).